# St. Martin Calvaire British Cemetery
St. Martin Calvaire British Cemetery is een Britse militaire begraafplaats met gesneuvelden uit de Eerste Wereldoorlog gelegen in de Franse gemeente Saint-Martin-sur-Cojeul (departement Pas-de-Calais). De begraafplaats werd ontworpen door Edwin Lutyens en wordt onderhouden door de Commonwealth War Graves Commission. Ze ligt naast de gemeentelijke begraafplaats op ruim 500 meter ten zuidoosten van het dorpscentrum (Église Saint-Martin). De begraafplaats heeft een nagenoeg vierkantig grondplan met een oppervlakte van om en nabij 1.270 m² en wordt omsloten door een natuurstenen muur afgedekt met witte dekstenen. Het terrein ligt iets hoger dan het straatniveau. In de zuidwestelijke hoek bevindt zich de open toegang afgebakend door een naar binnen gebouwd vierkante ruimte waarin negen opwaartse treden toegang geven tot het terrein met de graven. Het Cross of Sacrifice staat centraal bij de oostelijke muur. 
De begraafplaats telt 231 gesneuvelden waaronder 5 niet geïdentificeerde.
Zeshonderd meter verder zuidoostelijker ligt de Britse militaire begraafplaats Cojeul British Cemetery.

## Geschiedenis
Op 9 april 1917 werd het dorp door de 30th Division ingenomen maar in maart 1918 werd het tijdens het Duitse lenteoffensief door hen veroverd. In augustus daaropvolgend werd het definitief door Britse troepen bezet.
De begraafplaats werd genoemd naar een calvarie dat zich in de buurt bevond en tijdens de oorlog werd vernield. Eenheden van de 30th Division begroeven hier hun gesneuvelden vanaf april 1917 tot maart 1918. Perk II werd in augustus en september 1918 aangelegd.
Onder de geïdentificeerde slachtoffers zijn er 226 Britten en 3 Duitsers.

## Minderjarige militair
- soldaat A. Mccullough (Royal Irish Fusiliers)) was 16 jaar toen hij op 20 november 1917 sneuvelde.

## Onderscheiden militairen
- Colin Herbert Carrigan, kapitein bij de Royal Munster Fusiliers werd tweemaal onderscheiden met het Military Cross (MC and Bar).
- de kapiteins Charles Sproxton (Yorkshire Regiment), Gordon Thompson Shaw (Royal Munster Fusiliers) en Alfred David Foster (Royal Sussex Regiment) en onderluitenant Charles Arthur Green (Royal Garrison Artillery) werden onderscheiden met het Military Cross (MC).
- Mark Brawn, luitenant bij het Bedfordshire Regiment werd onderscheiden met de Distinguished Conduct Medal (DCM).
- tien militairen werden onderscheiden met de Military Medal (MM).